# Denton Cooley
Denton Cooley (ur. 22 sierpnia 1920 w Houston, zm. 18 listopada 2016 tamże) – wybitny amerykański kardiochirurg, profesor kliniczny University of Texas Health Science Center w Houston.

## Biografia
Denton Cooley był synem Mary Fraley i Ralpha Clarksona. Z wyróżnieniem ukończył University of Texas Austin, a potem otrzymał dyplom lekarza na Johns Hopkins School of Medicine w Baltimore, Maryland.  W Johns Hopkins Hospital współpracował z Alfredem Blalockiem, któremu asystował przy pierwszej procedurze "Blue Baby" (Operacja Blalocka-Taussig), mającej na celu skorygowanie wrodzonej wady serca u niemowlęcia. Był chirurgiem, który przeprowadził pierwszą na świecie operację wszczepienia sztucznego serca w 1969.
Znany jest z pierwszych operacji naprawczych tętniaka aorty brzusznej w 1949, z pierwszej operacji pękniętego tętniaka aorty brzusznej w 1954, z pierwszej udanej endarterektomii tętnicy szyjnej w 1956, z nowych technik naprawy chorych zastawek serca i wrodzonych wad serca. Był założycielem i prezesem Texas Heart Institute, który opiekował się dużą liczbą pacjentów z chorobami układu krążenia.

## Życie prywatne
Cooley w dużej mierze zawdzięczał swój sukces rodzinie, która zaszczepiła w nim silne poczucie dumy rodzinnej, szacunek dla przestrzegania zasad i poświęcenie ciężkiej pracy. Lubił być nazywany pracoholikiem. To "określenie, do którego nie mam zastrzeżeń" - powiedział.
Jego żoną była  Louise Goldborough Thomas, z którą miał pięć córek. Interesował się m.in. sportem (szczególnie koszykówką), a w młodości grał na kontrabasie w zespole swingowym.

## Osiągnięcia
- Medal Wolności za  wkład w dziedzinie nauk medycznych[1]
- National Medal of Technology[1]
- Był autorem lub współautorem ponad 1400 artykułów naukowych oraz 12 książek.